# Los campesinos (película de 2023)
Chłopi («Los campesinos» en polaco; titulada La vida de Jagna en Hispanoamérica y En nombre de la tierra en España) es una película dramática animada dirigida por Dorota Kobiela y Hugh Welchman. La película está basada en la novela Chłopi de Władysław Reymont y está ambientada a finales del siglo XIX. Cuenta la historia de una campesina que se ve obligada a casarse con un granjero rico mucho mayor, a pesar de estar enamorada del hijo.
La película fue seleccionada para participar en la 48.ª edición del Festival Internacional de Cine de Toronto.

## Adaptación
La película está basada en la novela Chłopi de Władysław Reymont, quién recibió explícitamente el Premio Nobel de Literatura en 1924 por esta obra. Chłopi se divide en cuatro capítulos, Otoño, Invierno, Primavera y Verano, que Reymont escribió entre 1901 y 1908. El libro describe la vida de la comunidad campesina y está escrito en lengua vernácula.